# سید رضا نیک‌نژاد
سرتیپ سید رضا نیک نژاد (۱۳۱۴ کرمانشاه-) ریاست شهربانی کل کشور را به مدت سه سال بر عهده داشت.
نیک نژاد سال ۱۳۱۴ در شهر کرمانشاه به دنیا آمد و پیش از انقلاب پلیس استان‌های کرمانشاه و خوزستان خدمت کرد. وی پس از پیروزی نقلاب به سمت ریاست شهربانی کردستان و سپس استان تهران منصوب شد. وی پس از آن به معاونت اداری و قائم مقامی شهربانی کل کشور منصوب گردید. او در تیر۱۳۶۶ به پیشنهاد علی اکبر محتشمی وزیر کشور وقت به ریاست شهربانی انتخاب شد. و تا ۹ تیرماه ۱۳۶۹ در این سمت فعالیت کرد. وی پس از آن به عنوان مشاور وزیر کشور در امور انتظامی به فعالیت‌های خود تا پایان دوره خدمت ادامه داد.
او در زمان انتصاب به ریاست شهربانی درجه سرهنگی داشت که با توجه به نامه علی اکبر محتشمی وزیر کشور و لزوم داشتن درجه امیری برای فرماندهان ژاندارمری و شهربانی با نیک نژاد و محمد سهرابی فرمانده وقت ژاندارمری درجه امیری (سرتیپی) اعطا شد.